# Iwona Biernacka
Iwona Biernacka (ur. 1 listopada 1949 w Olsztynie) – polska aktorka teatralna i telewizyjna.

## Życiorys
W 1972 ukończyła studia na PWST w Warszawie. W latach 1972–1973 występowała w Teatrze Ziemi Opolskiej, a w latach 1973–1978 była aktorką Bałtyckiego Teatru Dramatycznego w Koszalinie. W latach 1979–1986 należała do kierowanego przez Olgę Lipińską zespołu Teatru Komedia w Warszawie.
Występowała w roli sekretarki i asystentki „Miśka” w Kabarecie Olgi Lipińskiej w latach 1980–1981 i 1994–2000.
Była żoną Janusza Rewińskiego i matką Jonasza Rewińskiego, dziennikarza i prezentera TVP World, oraz Aleksandra Rewińskiego, śpiewaka operowego.

## Filmografia
- 1972: Opis obyczajów
- 1974: Jutro
- 1976: Pryzmat
- 1977: Coś za coś, jako samobójczyni Maria Królikowska
- 1977: Pokój z widokiem na morze
- 1978: Aktorzy prowincjonalni
- 1978: Odruch lustra
- 1978: Wsteczny bieg
- 1979: Szansa
- 1980: Punkt widzenia, jako Ania, przyjaciółka Marii
- 1981: Filip z konopi, jako koleżanka Leskiego